# Chemiré-en-Charnie
'
 Chemiré-en-Charnie  es una población y comuna francesa, situada en la región de Países del Loira, departamento de Sarthe, en el distrito de La Flèche y cantón de Loué.
Está ubicada cerca del pueblo de Loué, conocido por la producción avícola del famoso "poulet de Loué label rouge". Es a su vez una de las entradas al Bosque de La Charnie.
La población es de 203 habitantes, aunque puede aumentar significativamente en el verano con la llegada de turistas y familias que tienen en Chemiré-en-Charnie una segunda residencia de descanso.
Entre los lugares de interés a visitar, encontramos en el centro de la aldea una Iglesia romana del siglo XII, a pocos metros un monumento dedicado a los caídos en combate durante la Primera Guerra Mundial y una antigua fuente de agua que servía a los lugareños para lavar la ropa. Hay diferentes senderos por los frondosos bosques de La Charnie y d'Étival (lugar del Maqui de la resistencia local en la época de la Segunda Guerra Mundial).
Entre las principales fiestas populares podemos mencionar la fiesta del "cochon grillé" (puerco asado), que se celebra el primer fin de semana de septiembre en el día del patrón del pueblo, "Saint Gilles".

## Demografía
| 377 | 311 | 280 | 224 | 206 | 203 |
| Para los censos de 1962 a 1999 la población legal corresponde a la población sin duplicidades (Fuente: INSEE [Consultar]) |     |     |     |     |     |